# Palustriella
Genre
Palustriella est un  genre de mousses appartenant à la famille des Amblystegiaceae.
Les espèces de ce genre se trouvent en Eurasie et en Amérique du Nord.

## Liste des espèces
Selon ITIS (3 mars 2025) :
- Palustriella commutata (Brid.) Ochyra
- Palustriella decipiens (De Not.) Ochyra
- Palustriella falcata (Brid.) Hedenäs

## Systématique
Le nom correct (avec auteur) de ce taxon est Palustriella Ochyra.

## Publication originale
- Ryszard Ochyra, « Animadversions on the moss genus Cratoneuron (Sull.) Spruce », Journal of the Hattori Botanical Laboratory, vol. 67,‎ 1989, p. 203‑242